# Рехабилитација (песма)
Рехабилитација је сингл српске певачице Индире Радић. Снимљен је у новембру 2014. године, а објављен 5. децембра исте године. Овом песмом најављен је нови албум, који ће изаћи тачно тридесет година пошто је Радићева изабрана за први глас Добоја и почела да се бави певањем.

## Спот
Певачица је 5. децембра на свој Јутјуб канал поставила видео, у коме је је она у улози жене која се вози у луксузном аутомобилу, пије шампањац и пева о ноћном проводу, док њен партнер одлази код своје љубавнице и води је у хотел. Спот је режирао Горан Шљивић.